# Certima turmalis
Certima turmalis är en fjärilsart som beskrevs av William Schaus 1911. Certima turmalis ingår i släktet Certima och familjen mätare. Inga underarter finns listade i Catalogue of Life.